# Rumänien-Rundfahrt 1974
Das Etappenrennen Rumänien-Rundfahrt 1974 (rumänisch Turul ciclist al României) führte über dreizehn Etappen. Es war die 20. Austragung der Rumänien-Rundfahrt. Gesamtsieger wurde Mircea Romascanu.

## Teilnehmer
Am Start waren Nationalmannschaften aus der Bulgarien, Polen, der Tschechoslowakei, Frankreich, Ungarn, der Türkei, Rumänien (Straße und Bahn) sowie einige Vereinsmannschaften aus Rumänien.

## Rennen
Veranstalter war der rumänische Radsportverband. Die Gesamtdistanz betrug 1.631 Kilometer, wobei es keinen Ruhetag gab. Neben der Einzelwertung gab es eine Mannschaftswertung, eine Sprintwertung und ein Klassement für die besten Bergfahrer. Der spätere Gesamtsieger Romascanu übernahm nach der 2. Etappe das Führungstrikot.
Zum ersten Mal kam mit Mustapha Nejjari ein Fahrer aus Nordafrika bei einer osteuropäischen Landesrundfahrt auf das Podium.

## Etappen
Die Rundfahrt führte über insgesamt dreizehn Etappen mit einem Einzelzeitfahren.
| Etappe | Strecke            | Länge in km | Sieger                           |
| ------ | ------------------ | ----------- | -------------------------------- |
| 1      |                    | 120         | Ljubomir Zajac, Tschechoslowakei |
| 2      |                    | 170         | Mircea Romascanu, Rumänien A     |
| 3      |                    | 157         | Nicolae Gavrila, Rumänien A      |
| 4      |                    | 160         | Mustapha Nejjari, Marokko        |
| 5      |                    | 147         | Teodor Vasile, Rumanien A        |
| 6      |                    | 151         | Mustapha Nejjari, Marokko        |
| 7      |                    | 154         | Valentin Ilie, Steaua Bukarest   |
| 8      |                    | 165         | Mircea Ferfelea, Rumanien A      |
| 9      |                    | 156         | Mirko Badila, Rumanien B         |
| 10     | (Einzelzeitfahren) | 20          | Mircea Romascanu, Rumänien A     |
| 11     |                    | 109         | Valentin Ilie, Steaua Bukarest   |
| 12     |                    | 120         | Valentin Hota, Dinamo Bukarest   |
| 13     |                    | 109         | Tadeusz Wojtas, Polen            |

## Gesamtwertungen

### Einzel (Gelbes Trikot)
Im Endklassement siegte Mircea Romașcanu, der seinen ersten von drei Rundfahrtsiegen holte.
| Platz | Name                | Mannschaft       | Zeit       |
| ----- | ------------------- | ---------------- | ---------- |
| 1.    | Mircea Romașcanu    | Rumänien         | 42:06:46 h |
| 2.    | Ljubomir Zajac      | Tschechoslowakei | + 4:35 min |
| 3.    | Mustapha Nejjari    | Marokko          | + 5:47 min |
| 4.    | Teodor Vasile       | Rumänien         | + 7:02 min |
| 5.    | Constantin Murieana | Rumänien         | + 9:00 min |
| 6.    | Jan Senk            | Tschechoslowakei | + 9:35 min |

### Mannschaftswertung
Die Mannschaftswertung gewann Rumänien A vor der Tschechoslowakei. 

### Bergwertung
Sieger der Bergwertung wurde Vasile Selejan vor Mustapha Najjari.

### Sprintwertung
Sieger der Sprintwertung wurde Teodor Vasile vor Valentin Ilie.